# Lijst van politieke partijen in Kroatië
Dit is een lijst van politieke partijen in Kroatië.

## Politieke partijen

### Grotere politieke partijen
Deze partijen hebben minimaal 3 zetels in het Kroatische parlement
- Kroatische Democratische Unie (Hrvatska demokratska zajednica) - HDZ
- Kroatische Volkspartij-Liberaal Democraten (Hrvatska narodna stranka - Liberalni Demokrati) - HNS-LD
- Kroatische Partij van Rechten (Hrvatska stranka prava) - HSP
- Kroatische Boerenpartij (Hrvatska seljačka stranka) - HSS
- Kroatische Senioren Partij (Hrvatska stranka umirovljenika) - HSU
- Istrische Democratische Assemblee (Istarski demokratski sabor/Dieta Democratica Istriana) - IDS-DDI
- Sociaaldemocratische Partij van Kroatië (Socialdemokratska partija Hrvatske) - SDP

### Kleinere partijen in het parlement
- Kroatische Sociaal-Liberale Partij (Hrvatska socijalno-liberalna stranka) - HSLS
- Kroatische Democratische Partij (Hrvatska demokršćanska stranka) - HDS
- De Brug (Kroatische Partij) (Most)
- Thuisland Beweging (Domovinski pokret) - DP
- Arbeidersfront (Radnička fronta) - RF
- Fokus
- Volkspartij - Hervormers (Narodna stranka – Reformisti) - NS-R

### Kleinere partijen die deel zijn van coalities
Deze partijen vormden een coalitie met partijen die in het Parlement zitten maar kwamen zelf niet in het Parlement
- Democratische Prigorje-Zagreb Partij (Demokratska prigorsko-zagrebačka stranka)
- Međimurje Partij (Međimurska stranka)
- Zagorje Democratische Partij (Zagorska demokratska stranka)
- Slavonië-Baranja Kroatische Partij (Slavonsko-baranjska hrvatska stranka)

### Minderheidspartijen in het Parlement
- Democratische Unie van Hongaren van Kroatië (Demokratska Zajednica Mađara Hrvatske) - DZMH
- Duitse Volksunie - Nationale Associatie van Donau-Zwaben in Kroatië (Njemačka narodnosna zajednica - Zemaljska udruga Podunavskih Švaba u Hrvatskoj)
- Onafhankelijke Democratische Servische Partij (Samostalna demokratska srpska stranka) - SDSS
- Partij voor Democratische Actie van Kroatië (Stranka demokratske akcije Hrvatske) - SDA

### Extraparlementaire partijen
- Alliantie van Primorje - Gorski Kotar (Primorsko goranski savez) - PSG
- Kroatisch Democratisch Centrum (Hrvatski demokratski centar) - HDC
- Kroatische Democratische Boerenpartij (Hrvatska demokratska seljačka stranka) - HDSS
- Kroatische Partij van Rechten (Hrvatska stranka prava) - HSP
- Kroatische Partij van Rechten 1861 (Hrvatska stranka prava 1861) - HSP 1861
- Kroatische Pure Partij van Rechten (Hrvatska čista stranka prava) - HCSP
- Kroatische Seniorenpartij (Hrvatska Stranka Umirovljenika) - HSU
- Socialistische Arbeiderspartij van Kroatië (Socijalistička radnička partija) - SRP

### Voormalige partijen
- Democratisch Centrum (Demokratski centar) - DC (2000-2015)
- Kroatisch Blok (Hrvatski blok - Pokret za modernu Hrvatsku) - HB - (2002-2009)
- Kroatische Christelijke Democratische Unie (Hrvatska kršćansko-demokratska unija) - HKDU (1992-2007)
- Kroatische Werkelijke Renaissance (Hrvatski istinski preporod) - HIP (2002-2011)
- Liberale Partij (Liberalna stranka) - LS (1998-2006)
- Partij van Liberaal Democraten (LIBRA - Stranka liberalnih demokrata, gefuseerd met de Kroatische Volkspartij in 2005)
- Servische Volkspartij (Srpska narodna stranka) - SNS (1991-2022)
- Sociaal Democratische Actie van Kroatië (Akcija socijaldemokrata Hrvatske) - ASH (1994-2016)
- Enkel Kroatië - Beweging voor Kroatië (Jedino Hrvatska – Pokret za Hrvatsku) (2007-2019)

Regeringspartijen:

Kroatische Democratische Unie · Kroatische Volkspartij-Liberaal Democraten · Kroatische Sociaal-Liberale Partij

Kroatische Seniorenpartij · Onafhankelijke Democratische Servische Partij

Overige partijen:

Kroatische Partij van Rechten · Kroatische Boerenpartij · Istrische Democratische Assemblee · Sociaaldemocratische Partij van Kroatië · Alliantie van Primorje · Gorski Kotar · Kroatische Democratische Boerenpartij · Democratisch Centrum · Liberale Partij · Kroatisch Democratisch Centrum · Democratische Prigorje-Zagreb Partij · Međimurje Partij · Zagorje Democratische Partij · Slavonië-Baranja Kroatische Partij · Kroatisch Blok · Kroatische Christelijke Democratische Unie · Kroatische Partij van Rechten 1861 · Kroatische Pure Partij van Rechten · Kroatische Werkelijke Renaissance · Socialistische Arbeiderspartij van Kroatië · Servische Volkspartij · Sociaal Democratische Actie van Kroatië

Politieke partijen van etnische minderheden:

Democratische Unie van Hongaren van Kroatië · Duitse Volksunie - Nationale Associatie van Donau-Zwaben in Kroatië

Onafhankelijke Democratische Servische Partij · Partij voor Democratische Actie van Kroatië